# Денизли (вилајет)
Вилајет Денизли (тур. Denizli ili) је вилајет на југозападу Турске. Суседне провинције су Ушак на северу, Бурдур, Испарта, Афјонкарахисар на истоку, Ајдин, Маниса на западу и Мугла на југу. Главни град вилајета је Денизли.

## Географија
Око 28-30% вилајета чини равница, 25% чине висоравни а 47% чине планине. Планина Хоназ са 2.571 m је највећа у вијалету и западниј Анадолији. Највеће језеро је Ацигел, што значи „горко језеро”. Индустријска со се екстрахује из језера које је веома алкално. Геотермални извори су откривени 1965. године. Данас постоји једна елетрана која производи струју из геотермалних извора.

## Клима
Простор Егејског мора има благу климу са значајним осцилацијама. Температура се креће у распону од 40°C током лета до -10°C зими. 

## Историја

### Антика
Постоје трагови преисторијске културе широм провинције, укључујући и доказе постојања пред Хетитске културе и Хетита. Хетите су следили Фрижани, Лиђании, Персијанци и градови које су основали стари Грци и Александар Велики. Прво право насеље је био град Лаодикеја који је основао краљ Антиох II за своју жену Лаодику. Лаодикеја се налази на 6 km северно од града Денизли. 
Град Хиераполис је основао краљ Пергамен око 190. године пре нове ере. Калцификоване терасе Памукале се налазе испод руина Хијераполиса. Два града Лаодикеја и Хијераполис су пала под Римску власт, а поделом власти 395. године нашли су се под власт Источног римског царства.

### Хришћанска ера
Вилајет има јаке везе са Библијом: у Књизи откровења, Јован јеванђелист чуо је звуке који су звучали попут труба када је био на острву Патмосу. Глас је рекао: „Напиши оно што видиш и пошаљи књигу Црквама у ова седам града: Ефес, Смирна, Пергам, Тијатира, Сард, Филаделфија и Лаодикеја.” Црква у Лаодикеји је била свето место и пре појава хришћанства а и данас је место посете хришћана, иако је изгубила значај у периоду Византије.

### Турска ера
Турци су први пут дошли до Денизли 1070. године када је Афшин-бег, под вођством селџучког султана Алп Арслана, напао ово подручје. Други и трећи крсташки поход је вођен на овом простору против Казикбела, који је успео да побегне са малим снагама у Анталију. Касније, након што су Турци успоставили контролу над античким градовима, померили су се на југ ка данашњем граду Дензлију, где је пијаћа вода доведена каменим цевима. Име Лаодикеја је временом промењено у Ладик а касније у 17. веку промењено је име у Тонгузлу, Тунузлу, Тенгузлуг, Донузлу и коначно Денизли.
Након Првог светског рата, када је грчка војска ушла у Измир 15. маја 1919. један од важних центара турског отпора се налазио у Денизлију који је све време рата остао у турским рукама.